# Greenport Venlo

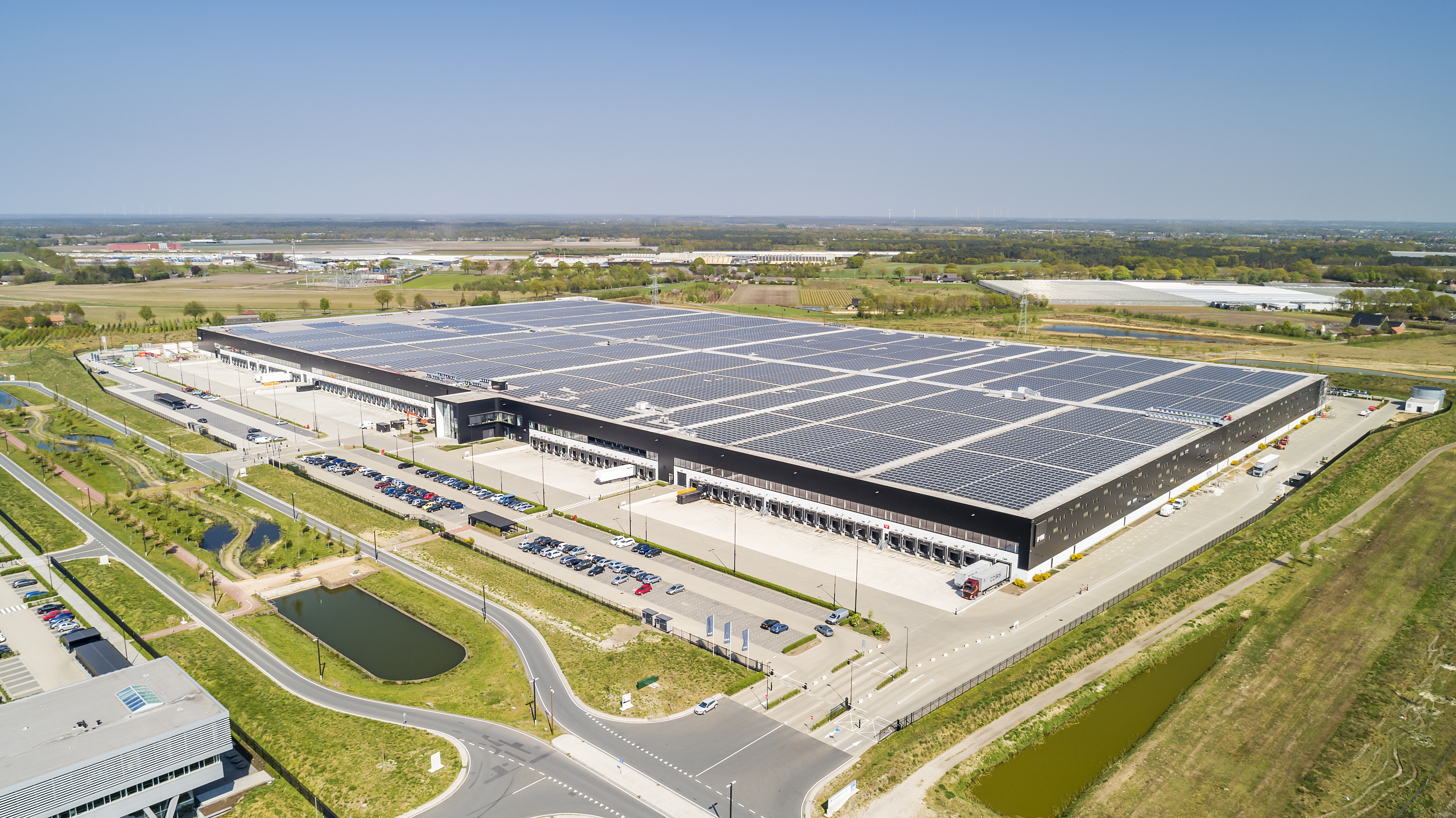
Bedrijfskavel Greenport Venlo

Greenport Venlo, voorheen bekend als Klavertje 4, is een regionaal samenwerkingsverband in de Nederlandse regio Noord-Limburg tussen de gemeenten Venlo, Horst aan de Maas en Venray, alsmede de provincie Limburg.

## Omschrijving
Greenport Venlo, een gebied van circa 5400 hectare, tussen de rijkswegen A67 en de A73, in de regio Venlo. In het gebied worden diverse bedrijventerreinen ontwikkeld volgens de Cradle to Cradle-filosofie, duurzame energieoplossingen zoals zonnedaken en een windmolenpark gerealiseerd en natuurlandschappen met recreatiemogelijkheden aangelegd. Hierbij wordt vooral rekening gehouden met bedrijven die op innovatieve en duurzame wijze werkzaam zijn in de agribusiness. Voor de uitvoering van de structuurvisie hebben de overheden in het samenwerkingsverband Ontwikkelbedrijf Greenport Venlo aangesteld. Het Ontwikkelbedrijf Greenport Venlo is verantwoordelijk voor de ontwikkeling van 400 hectare natuurlandschap en 460 hectare bedrijventerrein.
Het gebied is een bedrijventerrein. Als projectontwikkelaar treedt een werkmaatschappij van enkele overheden op onder de naam Development Company Greenport Venlo (DCGV). Binnen het gebied liggen de volgende bedrijventerreinen:
- Venlo Greenpark (in 2012 het Floriade-terrein), met de Innovatoren en de Villa Flora;
- Fresh Park Venlo, voor (verse) voedingsmiddelen en sierteelt;
- Trade Port Noord (TPN) (Venlo), logistiek bedrijventerrein;
- Traffic Port Venlo met vliegveld (Venlo);
- Trade Port West;
- Californië (Horst aan de Maas), met glastuinbouw (zoals komkommer, paprika en tomaat);
- Greenport Business Park;
- Siberië (Peel en Maas), met glastuinbouw en agribusiness.

Sinds 2017 is in het Venlo Greenpark (het voormalige Floriade 2012-terrein) een Brightlands Campus gevestigd.

## Duurzaamheid

### Zonne-energie
Bedrijven mogen alleen gasloos bouwen. Daarnaast hebben vrijwel alle bedrijfspanden in het gebied een zonnedak. In cijfers wil dit zeggen dat er eind 2021 ruim 100 hectare dakoppervlak was bedekt met zonnepanelen. De hoeveelheid energie die ze opwekken is vergelijkbaar met het elektriciteitsverbruik van bijna 25.000 huishoudens. Gemiddeld gebruiken de bedrijven ongeveer een kwart van de opbrengst zelf, de rest wordt teruggeleverd aan het net.

### Windpark
In 2021 startten Greenchoice en Windunie met de bouw van Windpark Greenport Venlo. In totaal bouwen ze acht windturbines met een gezamenlijk vermogen voor circa 30.000 huishoudens.

### Bereikbaarheid
Werknemers worden gestimuleerd om per fiets naar het werk te gaan. Onder andere hiervoor is de Greenport Bikeway aangelegd. Dit is een snelfietsroute. De route start vanuit station Venlo en gaat van daaruit naar station Blerick. Na dit station splitst de snelfietsroute zich in een zuidelijke tak en noordelijke tak en gaat hiermee door en om de Tradeports richting station Horst-Sevenum. Het zuidelijke deel van de route is circa 12 km lang. Het noordelijke deel van de route is ongeveer 15 km. De Greenport Bikeway zorgt voor een veilige fietsroute door bedrijventerrein Trade Port Noord.

## Infrastructuur
Naast de A67 en de A73 zorgt de in 2013 gereed gekomen Greenportlane (N295) voor ontsluiting van het gebied. Daarnaast is er ruimte ingepast voor een Railcontainerterminal voor spoorvervoer van containers. Instellingen en ondersteunende bedrijven worden zo veel mogelijk samengebracht in bedrijvenverzamelgebouwen zoals de Innovatoren en de Villa Flora. In het gebied ligt de bij de opening grootste inland railterminal van Nederland met een directe verbinding naar het Verre Oosten.

## Natuur en recreatie
In het gebied wordt 400 hectare nieuwe natuur en landschap gerealiseerd. Onderdeel hiervan is Park Zaarderheiken dat sinds 2020 wordt ontwikkeld tot een natuur- en recreatiegebied.

## Ondersteuning
Het project wordt mede ondersteund door onder andere de vier genoemde overheden, de Nederlandse rijksoverheid, de Europese Unie, het Limburgs Instituut voor OntwikkelingsFinanciering (LIOF) en diverse onderwijsinstellingen